# هيرومي كوباياشي
هيرومي كوباياشي (باليابانية: 小林浩美؛ بالكانا: こばやし ひろみ) هي لاعبة غولف يابانية، ولدت في 8 يناير 1963 في لواكي في اليابان.